# Somogyszob, Somogy
Somogyszob  este un sat în districtul Nagyatád, județul Somogy, Ungaria, având o populație de 1.644 de locuitori (2011). 

## Demografie
Componența etnică a satului Somogyszob
     Maghiari (92,73%)
     Romi (5,64%)
     Necunoscut (0,33%)
     Alții (1,31%)
Componența confesională a satului Somogyszob
     Reformați (11,5%)
     Fără religie (5,54%)
     Necunoscută (81,14%)
     Alte religii (2,37%)
Conform recensământului din 2011, satul Somogyszob avea 1.644 de locuitori. Din punct de vedere etnic, majoritatea locuitorilor (92,73%) erau maghiari, cu o minoritate de romi (5,64%). Apartenența etnică nu este cunoscută în cazul a 0,33% din locuitori. Nu există o religie majoritară, locuitorii fiind reformați (11,5%) și persoane fără religie (5,54%). Pentru 81,14% din locuitori nu este cunoscută apartenența confesională.